# Либерална демокрация
Либерална демокрация, назовавана също и като конституционална демокрация или западен тип демокрация, е либерална политическа идеология и форма на управление. Според принципите на либералната демокрация изборите трябва да са свободни и честни и политическият процес трябва да се развива в условия на конкуренция, политическият плурализъм обикновено се дефинира като присъствие на много и различни политически партии.
Либералната демокрация се основава на следните постулати:
- Правото на живот и достойнството на личността
- Свобода на словото
- Свобода на медиите и достъп до алтернативни източници на информация
- Свобода на религията и публично изразяване на религиозни възгледи
- Правото на присъединяване към политически, професионални и други организации
- Свобода на събранията и открита обществена дискусия
- Академична свобода
- Независимо правосъдие
- Равенство пред закона
- Правото на справедлив процес при върховенството на закона
- Поверителност и правото на личен живот
- Правото на собственост и частно предприемачество
- Свобода на движение и заетост
- Право на образование
- Правото на свободен труд и свобода от прекомерна икономическа експлоатация
- Равенство на възможностите

|  | Тази страница частично или изцяло представлява превод на страницата Liberal democracy в Уикипедия на английски. Оригиналният текст, както и този превод, са защитени от Лиценза „Криейтив Комънс – Признание – Споделяне на споделеното“, а за съдържание, създадено преди юни 2009 година – от Лиценза за свободна документация на ГНУ. Прегледайте историята на редакциите на оригиналната страница, както и на преводната страница, за да видите списъка на съавторите. ВАЖНО: Този шаблон се отнася единствено до авторските права върху съдържанието на статията. Добавянето му не отменя изискването да се посочват конкретни източници на твърденията, които да бъдат благонадеждни. |